# 左几
左（1916年—1997年1月17日），原名黃左基，香港導演及編劇，以拍攝粵語片為主。

## 生平
左几自小於廣東南海長大，11至12歲時赴廣州讀書，後於私立廣州大學社會系畢業。1937年，左几來港投身電影工作，最初擔任編劇，翌年寫成其首部電影劇本《賣花女》。其後曾加入啟明製片廠，先後出任場記、電影沖印、剪接等職位。1940年，左几與導演望雲（原名張文炳）合導《小夫妻》，然而拍攝工作因第二次中日戰爭而擱置。1941年末，香港日佔時期開始，左几遂離港回中國演出話劇，直至1945年戰爭結束後方回港。1947年，左几及望雲終完成執導《小夫妻》。1948年，左几拍成首部由其獨立執導的電影《遊龍戲鳳》。
從1947年起直至1969年其拍攝最後一部電影《追求奇遇》期間，左几共執導了80多部電影，大多以其筆名「何愉」或「何瑜」之名義自編自導。當中除《趙盼兒》（1961）、《挽面案》（1962）、《清官斬孝女》（1962）、《明珠記》（1963）及《庵堂會》（1964）五部為潮語片外，其餘皆為粵語片。在這段時間內，左几曾先後於大興影片公司、新聯影業公司、國際影片發行公司（國際電影懋業有限公司前身，簡稱「電懋」）、大成影片公司、光藝製片公司及華僑影業公司等機構任職導演及編劇。其中，國際影片發行公司於1955年攝製的創業作《余之妻》便是由左几執導。於1955年至1959年間，左几為國際（電懋）執導了17部粵語片，產量冠絕電懋粵語片組。為電懋服務期間，左几以拍攝各種製作嚴謹、題材多元且具個人風格的電影見稱，尤其體現於其一系列重新演繹及改編中外文學、電影及舞台劇經典作品的言情文藝片，例如改編自中國作家巴金長篇小說「愛情三部曲」（《霧》、《雨》、《電》）的《愛情三部曲》（1955）、改編自英國作家愛梅麗·勃朗特名作《咆哮山莊》的《魂歸離恨天》（1957）、改編及取材自香港作家鄭慧同名小說以及中國作家張愛玲中篇小說《沉香屑·第一爐香》的《黛綠年華》（1957），以及取材自1955年美國電影《紅顏禍水》的《美人春夢》（1958）等。左几亦曾自言拍攝文藝片「比較適合自己發揮」。
1959年，左几拍畢《東床佳婿》後離開電懋，並繼續拍攝不同題材的粵語片，包括於同年上映的粵劇電影《帝女花》。該片為香港粵劇劇作家唐滌生所改編的著名粵劇劇目《帝女花》的首個電影版本，由大成公司出品。然而，因當時左几被親國民黨派系列入黑名單，《帝女花》上映時乃託名龍圖執導。其後，左几曾為光藝公司執導改編自挪威劇作家易卜生話劇《羣鬼》的電影《慈母心》（1960），又為華僑公司執導了多部改編自中國作家張恨水長篇小說的同名電影，包括《落霞孤鶩》（1961）、《似水流年》（1962）和《秦淮世家》（1963），以及改編自中國劇作家曹禺話劇名作《北京人》的《金玉滿堂》（1963）。1966年，左几為港聯影業公司執導了言情通俗片《一水隔天涯》，並為片中由于粦作曲、由韋秀嫻於幕後代女主角苗金鳳演唱的同名主題曲填詞，該曲其後成為粵語流行曲經典作品:78:25:682。1969年，左几與李亨合導《追求奇遇》，是左几最後一部執導的電影。
1960年代，左几與粵語片演員梁愛結婚。1967年，受六七暴動影響，二人陷入破產困境。為謀生計，左几曾變賣其珍藏品包括名書以過活，而梁愛則兼任工廠包裝工人養家。 除電影事業外，左几亦曾涉足電視界。1968年，左几和梁愛獲麗的映聲邀請加盟該台，後左几曾監製由杜平、方虹等主演的偵探奇情劇《華龍探案》（1969），又曾主理該台編劇組及藝員訓練班。左几其後一度離開，出任佳藝電視、無綫電視編劇，後復回巢麗的電視主理該台創作組，1981年升任麗的電視創作組經理。
1980年代初，左几退休並移民加拿大溫哥華，及後曾於當地創立影視協會，繼續參與跟劇藝相關的工作。1997年1月17日，左几於溫哥華病逝。

## 家庭
左几與梁愛於1960年代結婚後，育有一子黃森，亦曾擔任電影導演。

## 電影作品
註：以下資料主要出自香港電影導演會主編《香港電影導演大全：1914－1978 奠基篇》和香港電影資料館的《六十年代粵語電影回顧（1996年修訂本）》及香港影庫。除特別註明外，電影皆為粵語片。

### 只任編劇
| 年分   | 片名         | 備註        |
| 1938年 | 《賣花女》   | [ 1 ] [ 2 ] |
| 1950年 | 《細路祥》   |             |
| 1954年 | 《小星淚》   |             |
| 1954年 | 《錦繡人生》 |             |
| 1954年 | 《改期結婚》 |             |
| 1960年 | 《難兄難弟》 |             |
| 1971年 | 《渾身是膽》 |             |

### 自編自導
| 年分   | 片名                 | 備註                                                   |
| 1947年 | 《小夫妻》           | 與望雲合導                                             |
| 1947年 | 《白頭情侶》         | 與陳天縱合導                                           |
| 1947年 | 《黃金潮》           | 與譚新風合導                                           |
| 1948年 | 《遊龍戲鳳》         | [ 1 ] [ 2 ]                                            |
| 1948年 | 《遊鳳戲龍》         | [ 1 ] [ 2 ]                                            |
| 1948年 | 《千里姻緣》         | [ 1 ]                                                  |
| 1948年 | 《四鳳齊飛》         | [ 1 ]                                                  |
| 1948年 | 《醋海鴛鴦》         | [ 1 ]                                                  |
| 1949年 | 《龍兄虎弟》         | [ 1 ]                                                  |
| 1949年 | 《碧海恩仇》         | [ 1 ]                                                  |
| 1950年 | 《虎穴雙珠》         | 兼任監製                                               |
| 1951年 | 《明星夢》           | [ 1 ]                                                  |
| 1951年 | 《天堂春夢》         | 與蘇怡、朱克、李亨、盧敦、譚新風合導                   |
| 1952年 | 《佳偶天成》         | [ 1 ]                                                  |
| 1952年 | 《夜桃源》           | [ 1 ]                                                  |
| 1952年 | 《二八嬌妻一歲郎》   | [ 1 ]                                                  |
| 1955年 | 《愛情三部曲》       | [ 1 ] [ 2 ]                                            |
| 1956年 | 《火》               | [ 1 ]                                                  |
| 1956年 | 《碧海浮屍》         | [ 1 ]                                                  |
| 1956年 | 《世家子弟》         | [ 1 ]                                                  |
| 1957年 | 《魂歸離恨天》       | [ 1 ] [ 2 ]                                            |
| 1957年 | 《半世老婆奴》       | [ 1 ]                                                  |
| 1957年 | 《璇宮艷史（上集）》 | [ 1 ] [ 2 ]                                            |
| 1957年 | 《琵琶怨》           | [ 1 ] [ 2 ]                                            |
| 1957年 | 《黛綠年華》         | [ 1 ] [ 2 ] [ 8 ]                                      |
| 1958年 | 《殺妻案》           | [ 1 ]                                                  |
| 1958年 | 《駙馬艷史》         | [ 1 ]                                                  |
| 1958年 | 《黑俠擒兇》         | [ 1 ]                                                  |
| 1958年 | 《璇宮艷史（續集）》 | [ 1 ]                                                  |
| 1958年 | 《美人春夢》         | [ 1 ] [ 2 ]                                            |
| 1958年 | 《歷盡滄桑一美人》   | [ 1 ]                                                  |
| 1959年 | 《東床佳婿》         | [ 1 ]                                                  |
| 1959年 | 《桂枝告狀》         | [ 1 ]                                                  |
| 1959年 | 《王寶釧》           | [ 1 ]                                                  |
| 1959年 | 《帝女花》           | 上映時託名龍圖執導                                     |
| 1959年 | 《白兔會》           | 又名《劉智遠白兔記》                                   |
| 1960年 | 《慈母驕兒》         | [ 1 ]                                                  |
| 1960年 | 《慈母心》           | [ 1 ] [ 5 ]                                            |
| 1961年 | 《999廿四小時奇案》  | [ 1 ]                                                  |
| 1961年 | 《唉，郎錯了！》     | [ 1 ]                                                  |
| 1962年 | 《滿江紅》           | [ 1 ] [ 5 ]                                            |
| 1962年 | 《似水流年》         | [ 1 ] [ 5 ]                                            |
| 1962年 | 《夜深沉》           | [ 1 ] [ 2 ] [ 5 ]                                      |
| 1963年 | 《金玉滿堂》         | [ 1 ] [ 5 ]                                            |
| 1963年 | 《雙玉蟬》           | [ 1 ]                                                  |
| 1963年 | 《秦淮世家》         | [ 1 ] [ 2 ] [ 5 ]                                      |
| 1964年 | 《恨海情花》         | [ 1 ]                                                  |
| 1964年 | 《大飯店》           | [ 1 ]                                                  |
| 1964年 | 《艷鬼緣》           | [ 1 ]                                                  |
| 1965年 | 《珍珠淚》           | [ 1 ] [ 5 ]                                            |
| 1966年 | 《一水隔天涯》       | 兼為電影同名主題曲填詞，由作曲、韋秀嫻幕後代苗金鳳演唱 |
| 1966年 | 《都市的陷阱》       | [ 1 ]                                                  |
| 1968年 | 《魔窟尋蹤》         | 又名《天堂魅影》                                       |
| 1969年 | 《秋雨春心》         | [ 1 ]                                                  |

### 只任導演
| 年分   | 片名               | 備註 |
| 1948年 | 《樊籠彩鳳》       | [ 1 ] |
| 1948年 | 《恨海情鴛》       | [ 1 ] |
| 1948年 | 《我若為王》       | [ 1 ] |
| 1948年 | 《風雨送魂歸》     | [ 1 ] |
| 1949年 | 《垃圾天堂》       | [ 1 ] |
| 1949年 | 《俠義鋤奸》       | [ 1 ] |
| 1950年 | 《脂粉生涯》       | [ 1 ] |
| 1950年 | 《人海萬花筒》     | 義拍片 由趙樹燊、俞亮、左几、盧敦、李化、吳回、陳皮、黃金印、李鐵及李應源執導 執導片中第三單元〈謠傳〉                                                                      |
| 1950年 | 《慾海遺恨》       | [ 1 ] |
| 1950年 | 《發財添丁》       | 又名《鳳凰飛》 |
| 1953年 | 《出籠鳥》         | [ 1 ] |
| 1954年 | 《父慈子孝》       | [ 1 ] |
| 1955年 | 《余之妻》         | [ 1 ] |
| 1958年 | 《廣告女郎》       | [ 1 ] |
| 1958年 | 《月宮寶盒》       | [ 1 ] |
| 1959年 | 《一枝紅艷露凝香》 | [ 1 ] |
| 1959年 | 《七劍下天山》     | [ 1 ] |
| 1959年 | 《金山大少》       | [ 1 ] [ 5 ] |
| 1961年 | 《鳳凰山龍虎鬥》   | 兼任製片 |
| 1961年 | 《趙盼兒》         | 潮語片 |
| 1961年 | 《落霞孤鶩》       | [ 1 ] [ 2 ] [ 5 ] |
| 1962年 | 《挽面案》         | 潮語片 |
| 1962年 | 《清官斬孝女》     | 潮語片 |
| 1962年 | 《情比金堅》       | [ 1 ] |
| 1962年 | 《殘月離魂》       | [ 1 ] |
| 1962年 | 《苦雨春風》       | 電影《情比金堅》（1962）續集 |
| 1963年 | 《明珠記》         | 潮語片 |
| 1963年 | 《歷劫花》         | [ 1 ] |
| 1964年 | 《庵堂會》         | 潮語片 |
| 1964年 | 《鴛夢重溫》       | [ 1 ] |
| 1964年 | 《情俠情仇》       | [ 1 ] |
| 1964年 | 《滿堂吉慶》       | 義拍片 由盧敦、吳回、李鐵、李晨風、胡鵬、左几、秦劍、珠璣、凌雲、陳文、莫康時、陳皮、陳雲、陳烈品、黃鶴聲、黃岱、馮峰、馮志剛、楚原、楊工良、蔡昌、蔣偉光、盧雨岐、龍圖合導 |
| 1966年 | 《神探智破艷屍案》 | [ 1 ] |
| 1969年 | 《追求奇遇》       | 又名《追求妙遇》 與李亨合導 |

### 電影歌曲填詞
| 年分   | 片名           | 備註 |
| 1966年 | 《一水隔天涯》 | 為電影同名主題曲填詞，由作曲、韋秀嫻幕後代苗金鳳演唱                                                                                   |
| 1968年 | 《紫色風雨夜》 | 以筆名「何愉」為電影歌曲填詞，均由陳自更新作曲、蕭芳芳主唱： - 〈蝶戀花（春）〉 - 〈海之戀（夏）〉 - 〈初戀（秋）〉 - 〈望郎歸（冬）〉 |

## 電視作品

### 麗的映聲／麗的電視
| 日期                        | 劇名           | 備註 |
| 1969年5月6日至10月11日      | 《華龍探案》   | 監製劇中六個單元： - 〈十面埋伏〉 - 〈草木皆兵〉 - 〈海灘命案〉 - 〈海角驚魂〉 - 〈古屋情魔〉 - 〈回春園之秘密〉 |
| 1975年                      | 《十大奇案》   | 編劇 |
| 1976年                      | 《十大刺客》   | 編劇 |
| 1979年7月9日至9月28日       | 《天蠶變》     | 顧問 |
| 1979年11月6日至1980年2月1日 | 《大白鯊》     | 故事、編審 |
| 1980年5月12日至8月29日      | 《人在江湖》   | 編審 |
| 1980年                      | 《太極張三豐》 | 編審 |

### 佳藝電視
| 日期   | 劇名         | 備註 |
| 1978年 | 《雪山飛狐》 | 編劇 |

### 無綫電視
| 日期   | 劇名             | 備註 |
| 1976年 | 《三年零八個月》 | 編劇 |

## 外部連結
- 左几在互联网电影资料库（IMDb）上的資料（英文）
- 左几在香港影庫上的簡介
- 左几在豆瓣上的资料（简体中文）
- 左几在时光网上的簡介（简体中文）
- 在AllMovie上左几的頁面（英文）
- 華文影史庫：左几簡介 （页面存档备份，存于）